# Fullmåne (pjäs)
Fullmåne är en teaterpjäs av Hasse Ekman, med premiär 1952. En lätt komedi om kärlek i tre akter. Pjäsen uruppfördes på Intiman i Stockholm den 4 september 1952 med regi av Hasse Ekman och dekor av Bibi Lindström. Sture Ancker spelades av Hasse Ekman, Maj Lovén av Eva Henning, Doktor Wirén av Georg Rydeberg, Friherrinnan von Lieven av Tollie Zellman och löjtnanten Christer Björklund av Stig Olin.

## Handling
Handlingen utspelar sig på Eriksfors slott i Västergötland i nutid. Det frånskilda paret Sture Ancker och Maj Lovén möts av en slump på ett slottspensionat – och återförenas. Värdinnan, Friherrinnan von Lieven, husläkaren Doktor Wirén, löjtnant Björklund, och Stures nya fru Millie Ancker - blir alla delaktiga i denna äktenskapslek. 

## Huvudpersoner
- Sture Ancker, filmförfattare
- Maj Lovén, författarinna
- Doktor Wirén
- Friherrinnan von Lieven
- Christer Björklund, löjtnant vid flyget
- Millie Ancker, naturbarn
- Tilda, husa
- Osvald, trädgårdsmästare